# Incendio del Cinema Statuto
L'incendio del Cinema Statuto fu un incidente avvenuto nella città italiana di Torino la sera di domenica 13 febbraio 1983, che provocò la morte di 64 persone, principalmente per intossicazione da fumi.
A seguito dello scoppio di un incendio durante la proiezione del film La capra, il pubblico tentò la fuga, ma trovò le uscite di sicurezza chiuse: molti spettatori non riuscirono così a scampare alle esalazioni di ossido di carbonio e di acido cianidrico, prodotte dalla combustione del poliuretano espanso delle poltrone, dal rivestimento plastico delle lampade e dai tendaggi alle pareti, che saturarono i locali.
È considerata la più grande strage verificatasi a Torino dal secondo dopoguerra oltreché, a livello nazionale, un punto di svolta circa la revisione delle normative in materia di sicurezza nei locali pubblici.

## Antefatti
Il cinema Statuto, che prendeva il nome dalla vicina piazza, era sito in via Cibrario 16-18, nel quartiere semicentrale di San Donato: la sala aveva una capienza massima di circa 1 200 posti. Pochi mesi prima del febbraio 1983, l'esercizio era stato ristrutturato e aveva superato tutte le verifiche imposte dalle normative all'epoca in vigore in Italia, come anche sottolineato a posteriori dal proprietario Raimondo Capella:
La sera del 13 febbraio 1983 era in proiezione il film La capra; l'uditorio consisteva di appena un centinaio di persone, tra galleria e platea. Si trattava infatti di una pellicola alla tredicesima settimana di programmazione a Torino: lo Statuto era un cosiddetto cinema di "seconda visione". In quelle ore, peraltro, si stava abbattendo sulla città una nevicata, che aveva contribuito ulteriormente alla bassa affluenza di pubblico.

## Dinamica degli eventi

Il Cinema Statuto in un'immagine storica precedente la tragedia

Intorno alle 18:15, quando la proiezione era iniziata da circa venti minuti, si verificò un'improvvisa fiammata (i sopravvissuti riferiranno di aver udito un tonfo sordo, simile all'accensione di una stufa) causata da un cortocircuito, che incendiò una tenda adibita a separare il corridoio di accesso di destra dalla platea. Il panneggio cadde al suolo e trasmise il fuoco alle poltrone delle ultime file, col risultato di ostruire quasi completamente le uscite che si trovavano dietro. Qualcuno riuscì comunque a fendere le fiamme e a fuggire, ma vari altri spettatori, terrorizzati, si lanciarono in massa verso le sei uscite di sicurezza laterali, le quali però erano state tutte chiuse, tranne una, per iniziativa del gestore, il quale in questo modo voleva contrastare i frequenti ingressi di "portoghesi". Dall'esterno si udirono le urla e le richieste di aiuto, mentre gli spettatori della platea che erano riusciti a mettersi in salvo raggiunsero l'atrio della biglietteria, dov'era presente il proprietario del cinema, il quale cercò inutilmente di calmare gli animi, temendo un'ondata di panico collettivo.
A questo punto, secondo la ricostruzione dei fatti, ebbe luogo una serie di errori che risulteranno determinanti nel provocare la strage: le fiamme sciolsero i cavi elettrici, facendo mancare l'illuminazione principale, ma non furono accese le luci di sicurezza tramite l'interruttore ausiliario ubicato dietro la cassa; al contempo la proiezione non fu interrotta, nel tentativo di contenere il panico. Le conseguenze furono catastrofiche: la galleria per diversi minuti non percepì il pericolo, se non quando fu anch'essa invasa dal fumo. Chi riuscì a rendersi conto della situazione si diede alla fuga: alcuni si diressero verso l'accesso di sinistra che dava sull'atrio, ma nessuno riuscì a raggiungerlo (in questo punto si conteranno quasi quaranta morti), mentre un'altra parte del pubblico si accalcò verso una porta sulla destra, che però portava alle toilette, e quindi in un vicolo cieco dal quale non furono più in grado di uscire. Altri spettatori inoltre vennero trovati morti ancora seduti in poltrona, asfissiati prima che potessero reagire. Tutte le vittime vennero inoltre trovate col viso annerito dal fumo tossico scatenato dall'incendio, che aveva trasformato la galleria in una sorta di camera a gas, soffocando i presenti in meno di un minuto.
Il 15 febbraio seguente nel duomo cittadino furono celebrati i funerali di Stato, alla presenza del presidente della Repubblica Italiana Sandro Pertini e del sindaco di Torino Diego Novelli. Dei 64 morti, 31 erano adulti maschi e altrettanti femmine, mentre i rimanenti due erano un bambino e una bambina; la vittima più giovane aveva 7 anni, la più anziana 55.

## Indagini e procedimenti giudiziari

Il presidente Sandro Pertini e il sindaco Diego Novelli arrivano sul luogo della catastrofe

Le perizie successive alla tragedia dimostrarono che le cause dell'incendio andavano oltre le responsabilità o le negligenze individuali, comunque presenti: venne infatti messo in dubbio l'intero sistema di leggi vigenti in materia di sicurezza, su scala nazionale, nell'Italia dei primi anni 80 del Novecento, che furono definite anacronistiche, poco incisive e mal applicate. A titolo d'esempio, in quegli anni le porte con maniglione antipanico (apribili semplicemente con la pressione del corpo) erano poco diffuse nei pubblici esercizi e, soprattutto, non erano obbligatorie, al pari di altri sistemi di prevenzione quali i rilevatori antincendio; in aggiunta, i locali erano generalmente dotati di impianti elettrici vetusti e, come nel caso del Cinema Statuto, spesso la certificazione sui rivestimenti dei sedili si limitava all'accertamento delle proprietà ignifughe, soprassedendo quindi, in materia di fuoco, su altre possibili fonti di pericolo, quali i fumi e le esalazioni tossiche. Il proprietario del cinema disse che il materiale impiegato sulle poltrone recava sull'etichetta la dicitura «tessuto ignifugo autorizzato dallo Stato» e una generica avvertenza «produce fumo». Nulla, a suo dire, poteva far capire che, qualora incendiata, la fibra avrebbe sprigionato fumi di acido cianidrico, che se inalato causa la morte in poche decine di secondi.
Come accennato, le vittime dell'incendio torinese perirono in un luogo che, sulla carta, era appena stato ristrutturato e rispettava tutte le norme di sicurezza richieste all'epoca dalla legge. Persino la circostanza della chiusura della maggior parte delle uscite d'emergenza non violava la normativa del 1983, la quale prescriveva, in modo generico, che queste fossero «apribili», senza tuttavia specificare come e da chi. Un'interpretazione di per sé molto generica, come sottolineato anche dai Vigili del Fuoco nella relazione preparata per la magistratura: «"Apribile", in questa accezione, significa semplicemente che non devono essere "murate". Anche una porta chiusa a chiave è "apribile", basta avere la chiave...».
Dal successivo processo emerse la causa accidentale del rogo, pur se inizialmente si era ipotizzata anche la mano di un piromane, dato che pochi mesi prima, nel giugno del 1982, in appena una settimana tre cinema della città erano rimasti vittima di atti similari. Undici persone furono imputate; di esse, sei furono condannate per aver concorso alla concatenazione di eventi e per le manchevolezze culminate nell'omicidio colposo plurimo. Il proprietario Raimondo Capella fu condannato a otto anni in primo grado, poi ridotti a due in appello con sentenza definitiva, oltreché a risarcire i 250 parenti delle vittime, costituitisi parte civile, con una somma di 3 miliardi di lire del 1985, che gli costò il sequestro e la successiva vendita di tutti i beni posseduti. Tra gli altri imputati, il geometra Amos Donisotti, il quale aveva supervisionato i lavori di ristrutturazione dell'esercizio (così come aveva fatto in altri incarichi del genere in oltre un centinaio di cinema della provincia torinese), fu condannato a sette anni, il tappezziere Antonio Ricci e l'operatore Antonio Iozza a quattro, mentre risultò assolto l'elettricista, con la motivazione dell'insufficienza di prove; le pene furono poi ridotte in appello, mentre in seguito la Cassazione concesse la prescrizione agli imputati rimasti.

## Conseguenze

Poliziotti e Vigili del Fuoco cercano di ricostruire la dinamica dell'incendio all'interno della sala (24 luglio 1983)

L'incendio dello Statuto seguì di poco meno di un anno quello del Palazzo del Vignola di Todi (25 aprile 1982), dalle dinamiche analoghe, che era costato la vita a 35 persone e aveva similmente scosso l'opinione pubblica nazionale. In questo clima, la tragedia torinese diede definitivamente il via a una revisione completa della normativa italiana in materia di sicurezza contro gli incendi nei locali pubblici e, in particolare, nei cinematografi: «...riuscimmo ad accertare la verità dei fatti in maniera sicura, ma soprattutto riuscimmo a sviluppare una nuova cultura della sicurezza nei luoghi pubblici», affermerà dopo trent'anni Gian Carlo Caselli, all'epoca dei fatti giudice istruttore nel procedimento d'inchiesta. Nei mesi che seguirono, le nuove verifiche portarono alla chiusura, temporanea o definitiva, di vari esercizi sia a Torino, per opera dell'allora pretore Raffaele Guariniello, sia nel resto del Paese.
La vicenda ebbe riflessi anche sul patrimonio artistico nazionale, dato che molti storici teatri italiani necessitavano a questo punto di pesanti modifiche strutturali; ne derivò un dibattito acceso sull'opportunità o meno di intervenire sulle architetture del passato in nome della sicurezza. Delle posizioni critiche in tal senso si fece interprete Francesco Fornari, che nel dicembre 1983 scrisse su La Stampa che «...all'improvviso, si è scoperto che nel nostro Paese non esisteva quasi un cinema o un teatro in regola con la legge»; egli stigmatizzò l'inasprimento (a suo dire eccessivamente minuzioso) dei controlli di sicurezza e paventò che il processo di adeguamento alle nuove normative si sarebbe rivelato una «ventata "moralizzatrice"» che avrebbe recato «danni e offese irreparabili» ai teatri storici italiani. In merito a quest'ultimo punto, l'articolo, peraltro, faceva riferimento al Gran Teatro La Fenice di Venezia, la cui successiva e rovinosa distruzione incendiaria del 1996, di fatto, dimostrò come l'adeguamento antinfortunistico fosse di vitale importanza anche per questo tipo di realtà.
La catastrofe ebbe una vasta eco emotiva in città, accentuata dal fatto che dal giorno dell'incendio il Cinema Statuto non riaprì più: l'edificio, mai più risanato, con la sua facciata annerita dalle fiamme, rimase così abbandonato fino al 1996, quando fu abbattuto per far posto a un condominio.
Nel febbraio del 2013, a trent'anni dalla tragedia, pochi metri più avanti, in largo Cibrario, un'aiuola fu intitolata alla memoria delle vittime. L'anno prima tre cineasti della città, Fabrizio Dividi, Marta Evangelisti e Vincenzo Greco, avevano realizzato un documentario intitolato Sale per la capra, ricostruendo la tragedia, con corredo di interviste ai protagonisti dell'epoca e di documentazione giudiziaria, resa pubblica per la prima volta.